# Rurrenabaque
Rurrenabaque är en ort i Bolivia.   Den ligger i departementet Beni, i den nordvästra delen av landet, 600 km norr om huvudstaden Sucre. Rurrenabaque ligger 210 meter över havet och antalet invånare är 11 749.
Terrängen runt Rurrenabaque är kuperad åt sydväst, men åt nordost är den platt. Runt Rurrenabaque är det mycket glesbefolkat, med 2 invånare per kvadratkilometer.. Rurrenabaque är det största samhället i trakten.
I omgivningarna runt Rurrenabaque växer i huvudsak städsegrön lövskog.